# エーオン

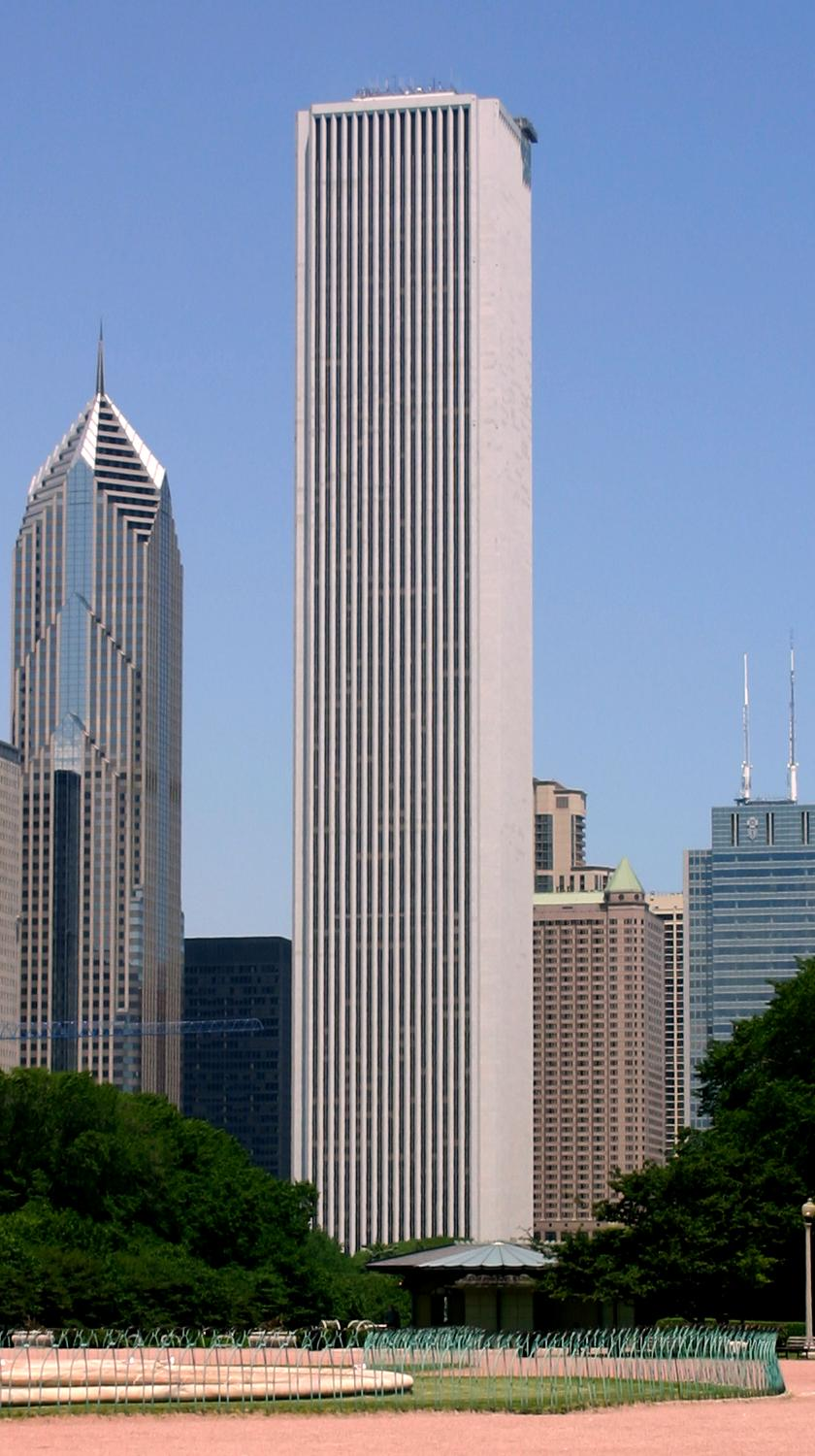
社屋（AONセンター）

エーオン・コーポレーション（Aon Corporation）はアメリカ合衆国・シカゴに本社を置く保険関連企業。ニューヨーク証券取引所（ティッカーシンボル:AON）に上場している。
エーオンはリスクマネジメント、保険、再保険ブローカー、人事および経営のコンサルティング、特殊な保険のアンダーライティングの分野のリーディングカンパニーである。1982年にライアン保険グループ（Ryan Insurance Group）がコンバインド・インターナショナル・コーポレーション（Combined International Corporation）と合併して発足した。コンバインド・インターナショナル・コーポレーションは1919年にW・クレメント・ストーンが、ライアン保険グループは1960年代にパット・ライアンが、それぞれ作った保険会社だった。新社名「Aon」はゲール語で「ひとつ」を意味する。現在、本社機能はシカゴのAONセンターにある。
エーオンは120以上の国で活動し、500箇所以上の事業所で、約43,000人を雇用している。エーオンは世界最大の再保険ブローカーであり、世界最大のキャプティブ保険会社（リスクを保有する子会社）の運営者であり、世界最大の純保険ブローカーであり、世界第3位の従業員福利厚生・共済制度コンサルタントである。また電化製品などの保証期間延長（ワランティー・エクステンション）サービスも行っている。アルゼンチンでは、エーオンは修理店のネットワークも保有している。
2001年9月11日のアメリカ同時多発テロ事件のとき、エーオンのニューヨーク支店はワールドトレードセンター南棟の92階と98階～105階を占めていた。このため170人以上の従業員が犠牲となった。2010年6月から、AIGに代わり、マンチェスター・ユナイテッドFCのメインスポンサーとなる。契約は2014年までで、以降はゼネラルモーターズのブランド「シボレー」に変更された。